# Lajše
Lajše (pronúncia [ˈlaːi̯ʃɛ]) é um pequeno povoado no município de Gorenja vas-Poljane, na região de Alta Carníola, na Eslovênia.